# Diocesi di Arsinoe di Arcadia
La diocesi di Arsinoe di Arcadia (in latino Dioecesis Arsinoitana in Arcadia) è una sede soppressa e sede titolare della Chiesa cattolica.

## Storia
Arsinoe di Arcadia, corrispondente alla città del Fayyum, è un'antica sede episcopale della provincia romana dell'Arcadia nella diocesi civile d'Egitto. Faceva parte del patriarcato di Alessandria ed era suffraganea dell'arcidiocesi di Ossirinco.
Arsinoe, o più correttamente la "città dell'Arsinoite", era la capitale del nomos omonimo, in cui il cristianesimo è documentato a partire dalla prima metà del III secolo. Una lettera festale del patriarca Dionisio di Alessandria è indirizzata a Nepos, primo vescovo noto dell'Arsinoite. Poco dopo le fonti papirologiche attestastano l'esistenza del vescovo Apollonio, all'epoca del patriarca Massimo, in carica dal 265 al 282.
Nel IV secolo sono documentati diversi vescovi di Arsinoe. Melas fu un vescovo meleziano, il cui nome appare nella lista dei vescovi suoi sostenitori che Melezio di Licopoli inviò al patriarca Alessandro all'indomani del concilio di Nicea del 325. Calosirio morì nel 339 circa, sostituito da Silvano, a sua volta sostituito da Andrea, che prese parte al concilio di Sardica del 343/344 e al sinodo di Alessandria del 362, dove sottoscrisse il Tomos ad Antiochenos.
Diversi vescovi del V e VI secolo sono attestati da papiri, di cui è ricca la regione di Arsinoe. Le fonti letterarie ricordano il vescovo Calosirio II, che prese parte al secondo concilio di Efeso del 449. La serie episcopale si protrae dopo il VI secolo, con una serie di vescovi della Chiesa ortodossa copta. La diocesi copta è ancora documentata nel XX secolo con il doppio nome di Fayyum e Giza.
Dal XVIII secolo Arsinoe di Arcadia è annoverata tra le sedi vescovili titolari della Chiesa cattolica; la sede è vacante dal 23 maggio 1999.

## Cronotassi

### Vescovi dell'epoca romano-bizantina
- Nepos † (menzionato nel 260 circa)
- Apollonio † (menzionato tra il 265 e il 282)
- Massimiano † (inizio del IV secolo)[11]
  - Melas † (menzionato nell 325 circa) (vescovo meleziano)
- Calosirio I † (? - circa 339 deceduto)
- Silvano † (circa 339 - circa 343 deceduto)
- Andrea † (circa 343 - dopo il 362)
- Anteone ? † (fine IV secolo)[12]
- Eusebio † (menzionato nel 406)[13]
- Calosirio II † (menzionato nel 449)
- Elladio † (menzionato nel 477)[13]
- Aour † (V o VI secolo)[14]
- Pietro I † (VI secolo ?)[13]
- Sergio † (VI o VII secolo)[15]
- Vittore † (menzionato nel 635 circa)[16]
- Pietro II † (menzionato nel 663 circa)[13]
- Menas † (menzionato nel 670 circa)[17]
- Giuseppe † (VII secolo)[18]
- Abramo † (menzionato nel 740 circa)[19]

### Vescovi titolari
- Michał Ignacy Kunicki † (23 dicembre 1726 - 9 novembre 1751 deceduto)
- Raphael Tuki † (22 gennaio 1763 - ?)
- Francesco-Paolo Grifi † (28 gennaio 1828 - ?)
- Lorenzo Bergeretti † (22 agosto 1862 - 24 marzo 1864 succeduto arcivescovo di Nasso)
- Pierre-Marie Osouf, M.E.P. † (19 dicembre 1876 - 15 giugno 1891 nominato arcivescovo di Tokyo)
- Juan Agustín Boneo † (15 giugno 1893 - 7 febbraio 1898 nominato vescovo di Santa Fe)
- Charles-Joseph-Louis-Abel Gilbert † (24 marzo 1898 - 5 luglio 1914 deceduto)
- Ernest Neveux † (16 luglio 1914 - 7 settembre 1938 deceduto)
- Henri Audrain † (22 ottobre 1938 - 3 febbraio 1954 nominato arcivescovo coadiutore di Auch[20])
- Manuel de Jesús Serrano Abad † (18 agosto 1954 - 16 novembre 1956 nominato vescovo di Cuenca)
- Jerônimo Mazzarotto † (29 aprile 1957 - 23 maggio 1999 deceduto)